# Bercianos del Real Camino
Bercianos del Real Camino ist ein kleiner Ort am Jakobsweg in der Provinz León der Autonomen Gemeinschaft Kastilien-León.
Das Dorf liegt an einer von zwei Varianten des Camino Francés in diesem Gebiet. Während die Alternativroute etwas nördlicher der römischen Via Traiana folgt, ist diese Strecke „neueren“ Datums, wird aber in mittelalterlichen Dokumenten über die Jakobswallfahrt erwähnt. Unter Karl III. (Spanien) wird diese Straße zum Camino Real (Königlicher Weg), das heißt zur Straße ersten Ranges. Den ersten Namensbestandteil erhielt der Ort von den Siedlern aus dem Bierzo – den Bercianos – die sich nach der Rückeroberung des Gebietes hier niederließen.
Von Calzada del Coto kommend trifft man kurz vor Bercianos auf die Einsiedelei Ermita de Virgen de Perales. Sie wurde Ende des 12. Jahrhunderts dem Kloster O Cebreiro übergeben. Die Perales-Jungfrau wird hier sehr verehrt und von den Bewohnern der Gegend La Perala genannt.
Die Erlöserkirche (Iglesia del Salvador) stand auf einem Hügel, in den auch viele Bodega genannte Vorratskeller gegraben sind. Kurz nachdem die Kirche für die Restaurierung gesperrt worden war, stürzte der Turm 1998 aufgrund von Bauschäden ein und begrub die restliche Kirche unter sich. Im Inneren der Kirche befanden sich ein Barockaltar, eine Renaissance-Statue Johannes des Täufers und das Grabmal (16./17. Jh.) der ehemaligen Grundherrin, Doña Leonor de Quiñones. 
Zurzeit wird eine neue Kirche am Ortsrand errichtet, aufgrund ungesicherter Finanzen ist die Fertigstellung aber nicht abzusehen. Die Glocken wurden unweit des Rohbaus in einer freistehenden Stahlkonstruktion aufgehängt.